# Рябкина, Татьяна Юрьевна
Татьяна Юрьевна Рябкина (девичья фамилия Переляева, род. 13 мая 1980, Москва) — ЗМС, входит в состав российской женской сборной команды по спортивному ориентированию.

## Биография

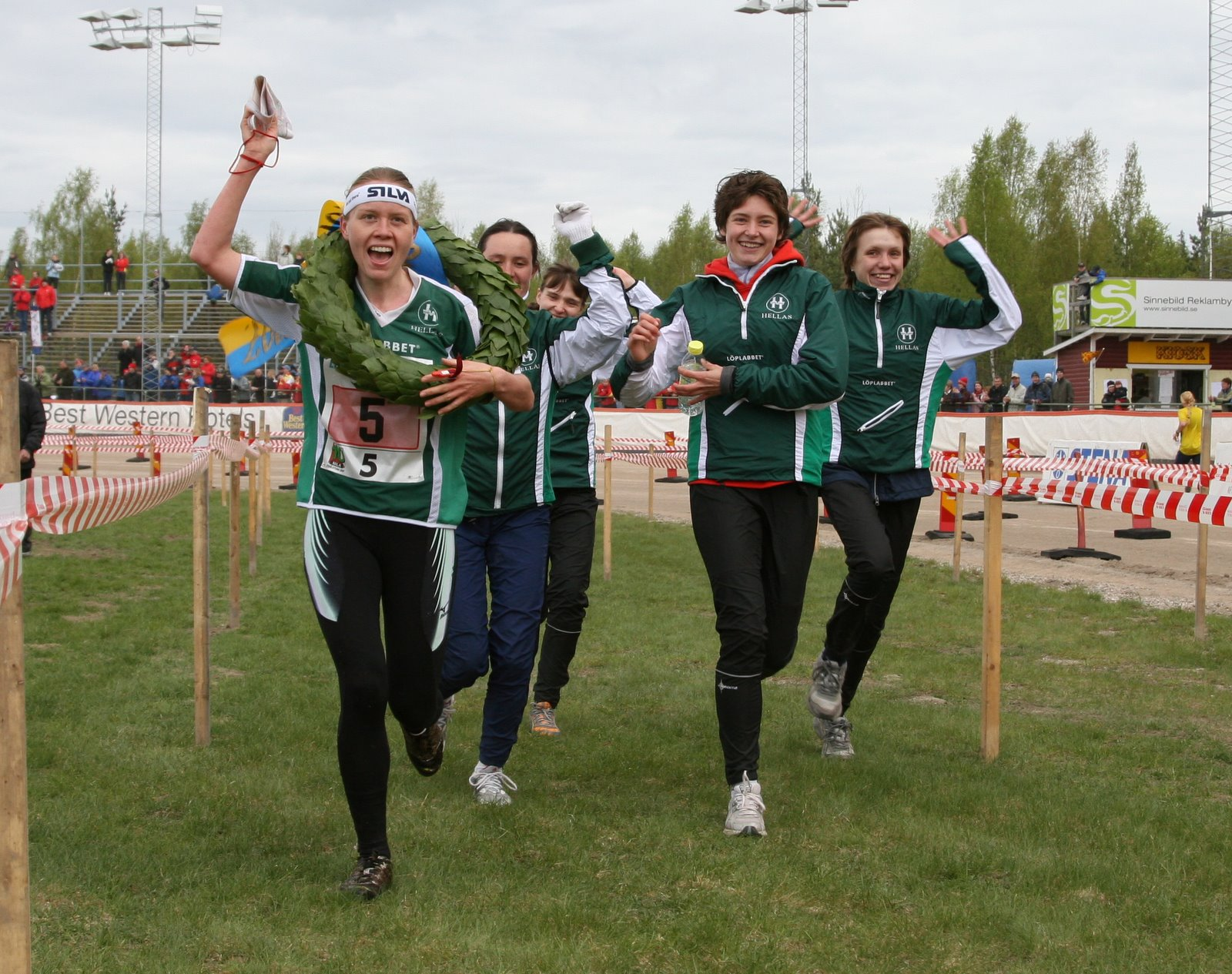
Татьяна Рябкина в составе клуба Hellas выигрывает Tiomila 2007

Родилась в семье ориентировщиков — Елены и Юрия Переляева. Отец, будучи тренером по спортивному ориентированию, стал и первым тренером дочери. С самого детства Татьяну и её старшую сестру Валентину отец возил на всевозможные многодневки и тренировочные сборы, где Татьяна постигала основы спортивного ориентирования.
Норматив мастера спорта впервые выполнила на зимнем Чемпионате Москвы в 14 лет, заняв третье место.
Участвовала в пяти юниорских чемпионатах мира по ориентированию бегом с 1996—2000 год. Завоевала 8 медалей, в том числе 4 золотых.
Тренируется под руководством Костылева В. В. и Рябкина М. В. Выступает за шведский клуб Hellas.

Вернувшись после рождения ребёнка в сборную команду, Татьяна на чемпионате Европы 2012 года в Швеции завоевывает сразу три медали в копилку российской сборной. Серебро на длинной дистанции, бронза на средней дистанции и золото в эстафете. Причем в эстафете на своем последнем этапе Татьяна выиграла дуэль у Минны Кауппи, уйдя от неё в отрыв на последних контрольных пунктах дистанции.
Реноме российской сборной удалось поддержать и на проходившем в июле 2012 года чемпионате мира. Татьяна выиграла бронзу на средней дистанции, а на длинной показала 4 результат.